# 东海街道 (鸡西市)
东海街道，是中华人民共和国黑龙江省鸡西市城子河区下辖的一个乡镇级行政单位。是位於雞東縣東海鎮的一塊飛地。

## 行政区划
东海街道下辖以下地区：
向阳社区和中心社区。